# Internationella öspelen 2009
De Internationella öspelen 2009 utspelades på Åland mellan den 27 juni och 4 juli 2009.

## Sporter och arenor
Under de Internationella öspelen 2009 utövades följande idrotter:
| Badminton - Vikingahallen, Jomala Basket - Eckeröhallen, Eckerö Bordtennis - Ålands Idrottscenter, Finström Bågskytte - Backeberg, Mariehamn Fotboll damer och herrar - Wiklöf Holding Arena, Mariehamn - Bengtsböle, Lemland - Vikingavallen, Jomala - Hammarvallen, Hammarland - Markusböle, Finström - Sportkila Sund - Rangsby, Saltvik - Solvallen, Eckerö - Ytternäs sportfält, Mariehamn Friidrott - Wiklöf Holding Arena, Mariehamn | Golf - Ålands Golfklubb, Sund Gymnastik - Bollhalla, Mariehamn Judo - Idrottsgården, Mariehamn Segling - Österhamn, Mariehamn Simning - Ålands Idrottscenter, Finström Skytte - Bredmo, Lemland Tennis - Idrottsparken, MariehamnBollhalla, Mariehamn Vindsurfing - Österhamn, Mariehamn Volleyboll - Baltichallen, Mariehamn |

## Medaljfördelning
Under de internationella öspelen 2009 delades följande medaljer ut:
| Plac. | Ö                    | Guld | Silver | Brons | Totalt antal medaljer |
| ----- | -------------------- | ---- | ------ | ----- | --------------------- |
| 1     | Färöarna             | 34   | 23     | 24    | 81                    |
| 2     | Isle of Man          | 29   | 30     | 29    | 88                    |
| 3     | Jersey               | 24   | 37     | 19    | 80                    |
| 4     | Guernsey             | 21   | 12     | 27    | 60                    |
| 5     | Gotland              | 21   | 11     | 23    | 55                    |
| 6     | Åland                | 16   | 19     | 18    | 53                    |
| 7     | Bermuda              | 14   | 6      | 12    | 32                    |
| 8     | Menorca              | 9    | 7      | 11    | 27                    |
| 9     | Caymanöarna          | 7    | 4      | 3     | 14                    |
| 10    | Ösel                 | 6    | 9      | 10    | 25                    |
| 11    | Isle of Wight        | 4    | 6      | 8     | 18                    |
| 12    | Gibraltar            | 4    | 3      | 8     | 15                    |
| 13    | Rhodos               | 3    | 8      | 7     | 18                    |
| 14    | Shetlandsöarna       | 2    | 1      | 7     | 10                    |
| 15    | Grönland             | 1    | 4      | 3     | 8                     |
| 16    | Orkneyöarna          | 1    | 2      | 3     | 6                     |
| 17    | Yttre Hebriderna     | 1    | 2      | 2     | 5                     |
| 17    | Anglesey             | 1    | 2      | 2     | 5                     |
| 19.   | Hitra                | 0    | 2      | 0     | 2                     |
| 19.   | Sark                 | 0    | 2      | 0     | 2                     |
| 21.   | Alderney             | 0    | 0      | 0     | 0                     |
| 21.   | Falklandsöarna       | 0    | 0      | 0     | 0                     |
| 21.   | Frøya                | 0    | 0      | 0     | 0                     |
| 21.   | Prince Edward Island | 0    | 0      | 0     | 0                     |
| 21.   | Sankta Helena        | 0    | 0      | 0     | 0                     |